# Margaret Mazzantini
Margaret Mazzantini   (Dublín, 27 d'octubre de 1961) és una actriu i escriptora italiana.
Filla de l'escriptor italià Carlo Mazzantini i l'artista irlandesa Anne Donnelly, va estudiar interpretació a l'Accademia d'Arte Drammatica Silvio d'Amico de Roma i va iniciar una sòlida carrera com a actriu de cinema i teatre durant els anys 80. Ha representat nombrosos papers en les obres teatrals: Ifigenia de Goethe (1982), Venezia salvata (T. Othway, 1983), Les tres germanes (Anton Txékhov, 1984), El alcalde de Zalamea (Calderón de la Barca, 1985), Antígona (Sòfocles, 1986), Faust (Goethe, 1987), Bambino (Susan Sontag, 1988), Praga Magica-Valeria (1989) o A piedi nudi nel parco (1993), entre d'altres, així com nombroses pel·lícules per a cinema i televisió.
A partir dels anys 90 va debutar en la literatura amb Il catino di zinco, que va guanyar el Premi Opera Prima Rapallo-Carige i Manola (1999), que també va interpretar. El 2001 va publicar Non ti muovere que va guanyar el Premi Grinzane Cavour i el Premi Sterga, va vendre més de dos milions d'exemplars a tot el món i va ser adaptada al cinema. Posteriorment va escriure Venuto al mondo (premi Super Campiello 2009) i Nessuno si salva da solo (2011).
L'adaptació cinematogràfica de Non ti muovere va ser dirigida pel seu marit Sergio Castellitto i interpretada pel mateix Castellitto i Penélope Cruz que van guanyar el Premis David di Donatello a millor actor i actriu respectivament.